# Чалаб-е Олья
Чалаб-е Олья (перс. چالاب عليا) — село в Ірані, у дегестані Санґ-Сефід, у бахші Каре-Чай, шагрестані Хондаб остану Марказі. За даними перепису 2006 року, його населення становило 31 особу, що проживали у складі 6 сімей.

## Клімат
Середня річна температура становить 11,10°C, середня максимальна – 29,98°C, а середня мінімальна – -10,90°C. Середня річна кількість опадів – 272 мм.
| Клімат поселення                              | Клімат поселення | Клімат поселення | Клімат поселення | Клімат поселення | Клімат поселення | Клімат поселення | Клімат поселення | Клімат поселення | Клімат поселення | Клімат поселення | Клімат поселення | Клімат поселення | Клімат поселення |
| Показник                                      | Січ.             | Лют.             | Бер.             | Квіт.            | Трав.            | Черв.            | Лип.             | Серп.            | Вер.             | Жовт.            | Лист.            | Груд.            |                  |
| Середній максимум, °C                         | 6,92             | 8,30             | 12,60            | 18,74            | 23,28            | 29,34            | 29,98            | 29,39            | 24,72            | 19,18            | 12,06            | 6,80             |                  |
| Середня температура, °C                       | −2               | −0,62            | 3,68             | 9,82             | 14,38            | 20,42            | 24,21            | 23,60            | 18,94            | 13,40            | 6,28             | 1,02             |                  |
| Середній мінімум, °C                          | −10,9            | −9,53            | −5,22            | 0,92             | 5,47             | 11,52            | 18,42            | 17,83            | 13,15            | 7,62             | 0,51             | −4,76            |                  |
| Норма опадів, мм                              | 41               | 33               | 48               | 37               | 37               | 9                | 1                | 1                | 1                | 5                | 23               | 36               |                  |
| Середньомісячна швидкість вітру, м/с          | 1.28             | 1.97             | 2.70             | 2.74             | 2.60             | 2.39             | 2.38             | 2.38             | 2.23             | 2.09             | 1.87             | 1.37             |                  |
| Середньомісячна сонячна радіація, кДж/м²·день | 9321             | 12487            | 14925            | 18293            | 22277            | 27033            | 25929            | 24030            | 21144            | 15632            | 11010            | 9100             |                  |
| --------------------------------------------- | ---------------- | ---------------- | ---------------- | ---------------- | ---------------- | ---------------- | ---------------- | ---------------- | ---------------- | ---------------- | ---------------- | ---------------- | ---------------- |
| Джерело:                                      |                  |                  |                  |                  |                  |                  |                  |                  |                  |                  |                  |                  |                  |